# 11912 Piedade
11912 Piedade este un asteroid din centura principală de asteroizi.

## Descriere
11912 Piedade este un asteroid din centura principală de asteroizi. A fost descoperit pe 30 iulie 1992 la Observatorul La Silla de Eric Walter Elst. El prezintă o orbită caracterizată de o semiaxă mare de 2,31 ua, o excentricitate de 0,14 și o înclinație de 3,4° în raport cu ecliptica.